# Place Gaucheret
La place Gaucheret (en néerlandais : Gaucheretplein) est une place bruxelloise de la commune de Schaerbeek où aboutissent quatre artères différentes :
1. rue Gaucheret
2. avenue Philippe Thomas
3. rue Jolly
4. avenue de l'Héliport

La numérotation des habitations va de 1 à 20 dans le sens inverse des aiguilles d'une montre.
La rue porte le nom d'un propriétaire terrien, François Gaucheret, décédé à Bruxelles le 8 juin 1787.

## Adresses notables
- no 13 : ABC (Art Basics for Children)
- no 20 : Maison des Citoyens Soleil du Nord

## Galerie de photos

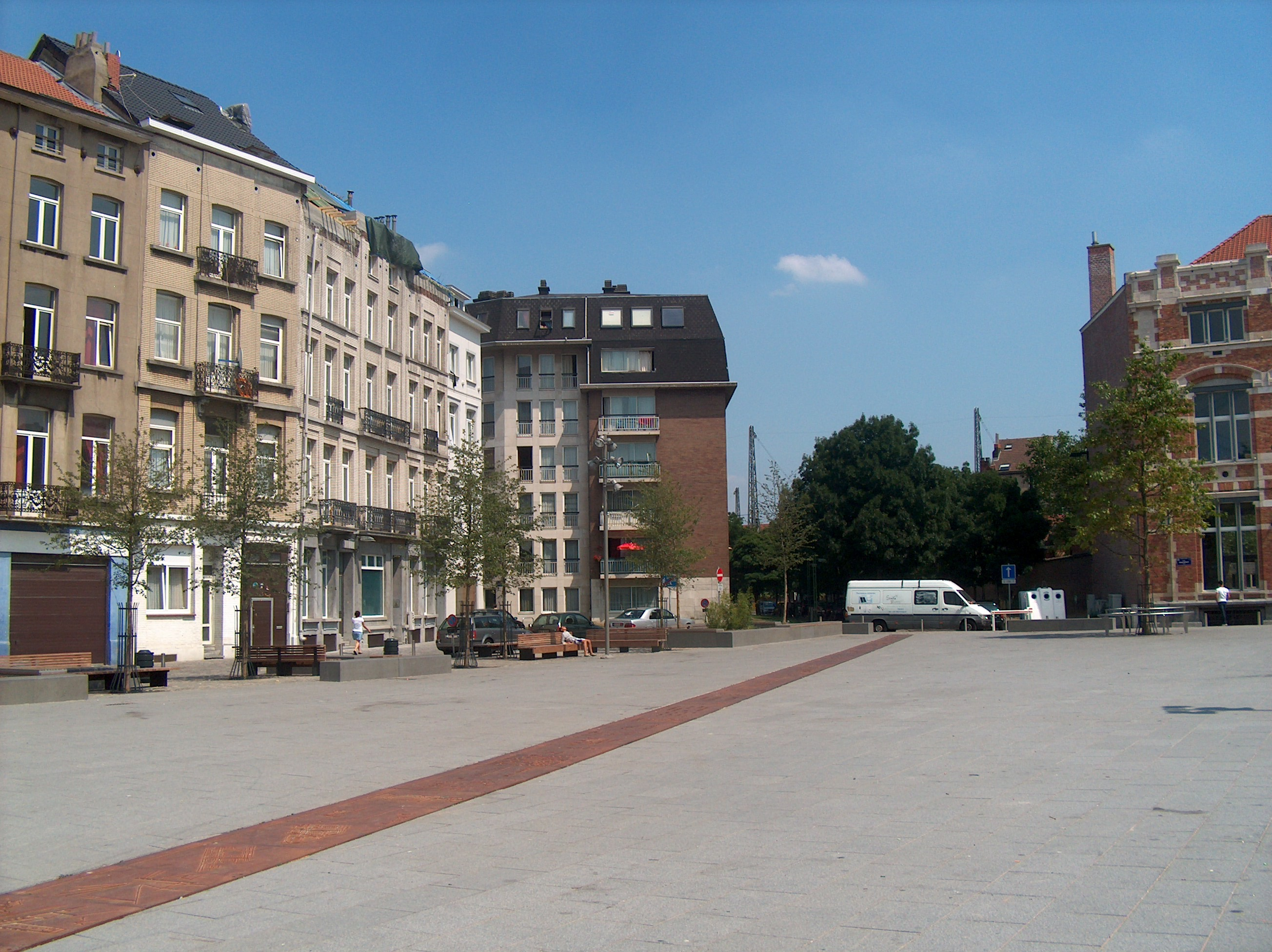
Ligne de dalles commémorant la 1re ligne de chemin de fer belge
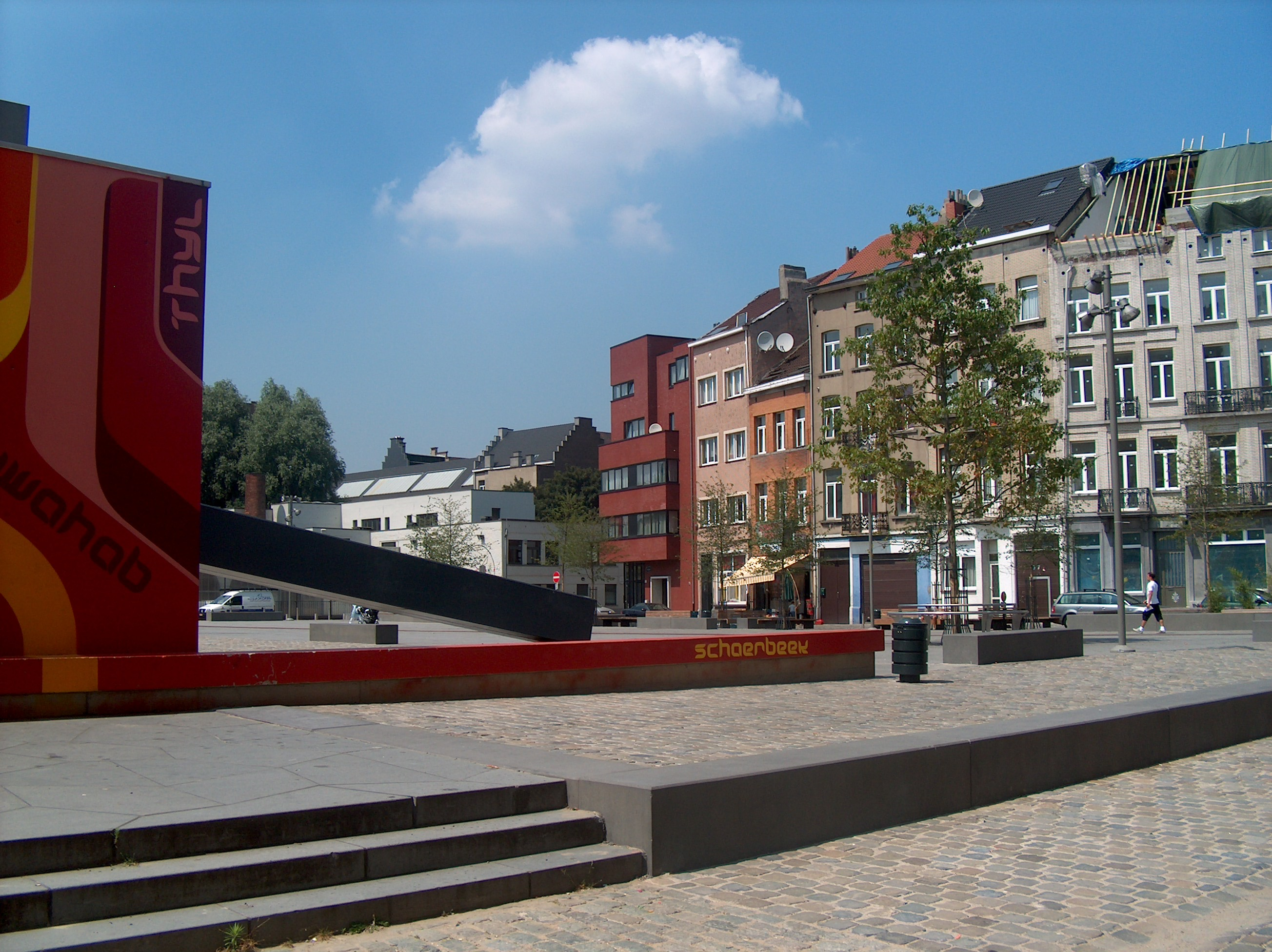
Sur la gauche, la Maison des Citoyens